# Amalosia
Amalosia (лат.) — род ящериц семейства Diplodactylidae инфраотряда гекконообразных.

## Ареал
Распространены в восточной и северной Австралии. Обитают в сухих эвкалиптовых редколесьях, прибрежных лесах и пустошах, среди скальных обнажений, в кустарниковых зарослях, иногда на окраинах городов.

## Описание
Длина тела без хвоста 6—8 см. Окраска неяркая, маскирующая, бурых, серых и зеленоватых тонов. На верхней стороне тела две продольные зигзагообразные тёмные линии, идущие от ноздрей до хвоста, где они распадаются на множество тёмных пятен и коротких полос. На голове и спине между этими линиями окраска светлее, чем на боках. У некоторых видов линии соприкасаются и образуют орнамент в виде колец, расположенных цепочкой вдоль спины. Брюшная сторона однотонная беловатая. Ведут в основном древесный образ жизни. Размножаются откладыванием яиц, в кладке всегда только два яйца.

## Виды
В роде Amalosia четыре вида:
- Amalosia jacovae
- Amalosia lesueurii
- Amalosia obscura
- Amalosia rhombifer

Раньше все четыре вида относили к роду бархатных гекконов (Oedura).